# Бронштейн, Александр Семёнович
Александр Семёнович Бронштейн (род. 19 сентября 1938, Проскуров) — заслуженный врач РФ, кандидат медицинских наук (1968), профессор, академик РАЕН (2001), основатель и президент одной из первых частных клиник в России (1993) — многопрофильной клиники «Центр эндохирургии и литотрипсии» (ЦЭЛТ), руководитель курса «Новые медицинские технологии» МГМУ им. И. М. Сеченова (с 1998 по 2016).

## Биография
Родился в городе Проскуров в 1938 году. Отец — Семён Тевельевич Бронштейн, инженер коммунального банка, мать — Ревекка Исааковна Янгарбер, врач, заведовала хирургическим отделением больницы. В годы ВОВ семья находилась в Нижнем Тагиле, где отец работал на танковом заводе, а мать хирургом в больнице Уралвагонзавода.
В 1955 году окончил среднюю школу с золотой медалью и поехал в Москву поступать в медицинский институт.
В 1961 году окончил Первый московский государственный медицинский университет имени И. М. Сеченова по специальности «Лечебное дело».
Более 15 лет работал в различных лечебно-профилактических и научно-исследовательских учреждениях, пройдя путь от участкового врача районной больницы, до старшего научного сотрудника Института проктологии. А. С. Бронштейн является учеником выдающегося хирурга-проктолога Александра Наумовича Рыжих. В течение 10 лет он работал в Институте проктологии в качестве терапевта-проктолога.
В 1968 году защитил кандидатскую диссертацию по теме «Диагностика некоторых воспалительных заболеваний и новообразований прямой и толстой кишок с применением электронно-вычислительных машин», а ещё через три года получил звание доцента.
В 1976 году возглавил гастроэнтерологическое отделение в Городской клинической больнице № 7 (сегодня — ГКБ имени С. С. Юдина в Москве). В 1992 году, когда стало возможным реализовывать частные инициативы, организовал на базе этой больницы Московский центр литотрипсии, а через год, в 1993 году основал ОАО «Центр эндохирургии и литотрипсии» (ЦЭЛТ), который в настоящее время является развитой многопрофильной клиникой, где функционируют отделения хирургического, урологического, гинекологического профиля, клиника боли, лечебно-диагностическое отделение, поликлиника, отделение лучевой диагностики, детское отделение, отделение анестезиологии и реанимации, стоматологическое отделение. Основная идеология центра — минимально инвазивная хирургия.
5 августа 1997 года в ЦЭЛТ проводили операцию на сердце актёру и клоуну Юрию Никулину, с которым Александр Семёнович близко дружил. По словам хирурга, операция была несложная, но требовала огромного риска. За 5 минут до окончания у артиста на 40 минут останавливалось сердце, но в целом, прошло успешно. Однако, 21 августа 1997 года, из-за сильных осложнений Никулин скончался.
В 1998 году по инициативе А. С. Бронштейна в Московской медицинской академии им. И. М. Сеченова на базе ЦЭЛТ организуется учебный курс «Новые медицинские технологии», который Бронштейн возглавлял с момента возникновения. За годы существования курса (с 1998 по 2016) сотни врачей прошли обучение в области высокотехнологичных видов медицинской помощи.
А. С. Бронштейн — автор ряда патентов (в соавторстве) и более 150 научных публикаций, в том числе 6 монографий. В 2007 году выпустил книгу мемуаров «Шоссе энтузиаста».

## Награды и звания

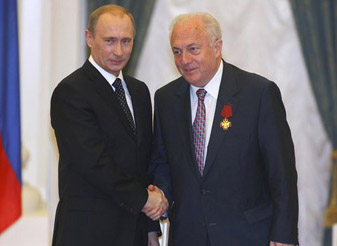
Бронштейн А. С. во время награждения орденом «За заслуги перед Отечеством». 2008 г.

- 1980 г. — награждён почётным нагрудным знаком «Отличнику здравоохранения»
- 1999 г. — присвоено звание «Заслуженный врач Российской Федерации»
- 29 апреля 2008 года за существенный вклад в программу поддержание здоровья народа указом Президента РФ В. В. Путина Бронштейн награждён орденом «За заслуги перед Отечеством» IV степени[16]

С 2001 года является академиком РАЕН.

## Семья
- Жена — Инна Владимировна Кунина, архитектор, дизайнер, дочь инженера, руководившего строительством станций «Мирный» и «Пионерская», Владимира Михайловича Кунина (1906—1968), участника первых трёх послевоенных антарктических экспедиций 1955—1958 гг.[17][18][3]
  - Дочь Юлия от первого брака, дочь Мария от второго брака, четверо внуков и один правнук.

## Публикации
Научные работы
- Многопрофильная частная клиника [Текст] / А. С. Бронштейн, О. Э. Луцевич. В. Л. Ривкин. — Москва : ГЭОТАР-Медиа, 2015.
- Частная медицина в России и за рубежом [Текст] / А. С. Бронштейн, В. Л. Ривкин, И. Левин. — Москва : Изд-во Кворум, 2013.
- Пожилой хирургический больной [Текст] : [руководство для врачей] / [А. С. Бронштейн и др.]; под ред. А. С. Бронштейна [и др.]. Москва: ГЭОТАР-Медиа, 2012.
- Частная медицина (том 3). 2008
- «Старение, рост продолжительности жизни и сегодняшние проблемы здравоохранения». 2008 с. 143—154
- Ваше здоровье — в ваших руках! : это надо знать каждому после сорока лет / А. С. Бронштейн, Н. А. Магазаник, В. Л. Ривкин ; Центр эндохирургии и литотрипсии (ЦЭЛТ). Москва: Медпрактика-М, 2008.
- Частная медицина (том 2). 2006.
- «Новые медицинские технологии. После дипломное обучение врачей». 2006. с. 9—13 «Пожилые больные; особенности патологии, миниинвазивное лечение», с. 13—18.
- Медицинский толковый словарь: ок. 10000 терминов / В. Л. Ривкин, А. С. Бронштейн, А. Д. Лишанский. — Изд. 4-е, доп. — М. : Медпрактика-М, 2005.
- Частная медицина «Реформирование здравоохранения» 2003. с. 13—23 «Лечение боли» (соавтор Л. В. Серебро) с. 69—82.
- ЦЭЛТ. 10 лет по пути развития новых медицинских технологий : Юбил. сб. тр. Центра эндохирургии и литотрипсии / Под ред. А. С. Бронштейна. — М. : Медпрактика-М, 2003.
- Эндоскопия, эндохирургия, литотрипсия: Крат. справ. / А. С. Бронштейн, О. Э. Луцевич, В. Л. Ривкин [и др.]. — 2. доп. изд. М. : Медпрактика-М, 2002.
- Руководство по колопроктологии / В. Л. Ривкин, А. С. Бронштейн, С. Н. Файн. — [М.] : Медпрактика, 2001.
- Бронштейн А. С. Валеология: конкретизация понятий «здоровье» и «болезнь» = Valeology : clarifying the notions «health» and «disease» // Международный медицинский журнал. 2001. № 5. С. 393—394.
- Здоровье и болезни: (Кн. для пациентов) / Авт. коллектив: А. С. Бронштейн, И. Л. Гольдовская, В. В. Горин и др. — М : Медпрактика, 1999.
- Малоинвазивная медицина. 1998.
- Клиническая медицина (справочник практического врача) (том 1). 1997.
- Клиническая медицина (справочник практического врача) (том 2). 1997.
- Малоинвазивная хирургия: Руководство для врачей. 1995.

Мемуары
- А. С. Бронштейн. Шоссе энтузиаста — М.: ЗАО СП «Контакт РЛ», 2006., ISBN 5-89585-034 (ошибоч.)